# 지방도 제696호선
지방도 제696호선은 충청남도 천안시 동남구 병천면 합수삼거리와 충청북도 청주시 흥덕구 가경동 터미널사거리를 잇는 충청남도의 지방도이다.
2017년 7월 7일 기존 지방도 제596호선 충청북도 구간이 편입되었다.

## 연혁
- 2003년 2월 20일 : 지방도 노선 폐지 및 재지정[2]
- 2012년 7월 1일 : 지방도 노선 조정[3]
- 2012년 7월 27일 : 천안시 병천면 탑원리 ~ 송정리 4.926km 구간 개통[4]
- 2017년 7월 7일 : 지방도 제693호선으로 편입되었던 구 지방도 제596호선 구간을 편입[5]

## 주요 경유지
충청남도
- 천안시
  - 동남구 병천면 합수삼거리 - 창들 교차로 - 창들2 교차로 - 만화 교차로 - 용두교 - 송정3 교차로 - 도 경계

충청북도
- 청주시
  - 흥덕구
    - 오창읍 가좌삼거리 - 가좌리 - 백현2교
    - 옥산면 백현2교 - 백현리 - 호죽교 - 호죽삼거리 - 국사리 - 몽단이삼거리 - 몽단이고개 - 옥산중학교 교차로 - 옥산중학교 - 오산리 - 옥산 교차로 - 옥산교

  - 흥덕구 옥산교 - 청주역 분기점 - 신촌동 - 청주역사거리 - 서청주 나들목 - 서청주교사거리 - 대농교사거리 - 비하삼거리 - 흥덕고삼거리 - 충청북도선거관리위원회 - 터미널사거리

## 도로명
충청남도
전 구간 '매봉로'이다.
충청북도
- 청주시 흥덕구 오창읍 가좌삼거리 ~ 옥산면 오산리 : 오산가좌로
- 청주시 흥덕구 옥산면 오산리 ~ 흥덕구 청주역사거리 : 청주역로
- 청주시 흥덕구 청주역사거리 ~ 서청주교사거리 : 직지대로
- 청주시 흥덕구 서청주교사거리 ~ 터미널사거리 : 2순환로